# Lithacodia cidarioides
Lithacodia cidarioides är en fjärilsart som beskrevs av Moore 1882. Lithacodia cidarioides ingår i släktet Lithacodia och familjen nattflyn. Inga underarter finns listade i Catalogue of Life.